# Hell Yes
«Hell Yes» (с англ. — «Чёрт возьми, да») — песня американской панк-рок-группы Alkaline Trio, выпущенная в качестве внеальбомного двойного сингла в 2001 году лейблом Lookout! Records. На стороне «Б» содержится песня «My Standard Break from Life».

## Предыстория и запись
Оба трека сингла, «Hell Yes» и «My Standard Break from Life», были записаны в 2000 году в студии Pachyderm, что в городе Каннон-Фолс, штат Миннесота, во время сессий для альбома группы 2001 года From Here to Infirmary. Сингл стал последним релизом группы с участием барабанщика Майка Фелумли, который покинул группу вскоре после выхода альбома From Here to Infirmary. Оба трека были переизданы в 2007 году на сборнике Remains.

## Концепция и темы
Певец и гитарист Мэтт Скиба написал «Hell Yes» в память об Антоне Лавее, основателе и первосвященнике Церкви Сатаны. Она была написана вскоре после того, как Скиба переехал в район залива Сан-Франциско, где когда-то жил Лавей. В предисловии к Remains Скиба прокомментировал, что «Я скучаю по заливу, Доктору Лавею и Чёрному дому на холме, который с тех пор исчез». Певец и басист Дэн Андриано назвал «Hell Yes» одной из своих любимых песен для исполнения и отметил её как один из наиболее часто запрашиваемых номеров на выступлениях группы, описав её как «идеальную панк-рок-песню о том, что делает тебя счастливым. Ясно и незамысловато».
«My Standard Break from Life» был написан Андриано примерно за двадцать минут в то время, когда он жил на северной стороне Чикаго рядом с притоном наркоманов. Описывая своё вдохновение, он заявил: «Давайте просто скажем, что я был довольно подавлен. Я был совершенно немотивирован, слишком много пил, слишком много курил, и дамы точно не ломились в мою дверь. Но, так или иначе, играть эту песню довольно весело». Хотя Андриано нечасто выступает в составе группы, он иногда исполняет эту песню соло на концертах группы.

## Список композиций
Слова и музыка всех песен — Мэтт Скиба, Дэн Андриано и Майк Фелумли.
| №  | Название   | Длительность |
| -- | ---------- | ------------ |
| 1. | «Hell Yes» | 3:50         |

| №                   | Название                      | Длительность |
| ------------------- | ----------------------------- | ------------ |
| 2.                  | «My Standard Break from Life» | 2:54         |
| Общая длительность: | Общая длительность:           | 6:44         |

## Участники записи
| Alkaline Trio - Мэтт Скиба — вокал, гитара - Дэн Андриано — вокал, бас-гитара - Майк Фелумли — ударные | Производственный персонал - Мэтт Эллисон — продюсер - группа Alkaline Trio — продюсеры - Нил Вейр — ассистент продюсера |

## Чарты
| 2001 | «Hell Yes» | 6 |